# تاکتیک‌های فاینال فانتزی
تاکتیک‌های فاینال فانتزی (انگلیسی: Final Fantasy Tactics) یک بازی ویدئویی در سبک نقش‌آفرینی تاکتیکی است که توسط اسکوئر و در پلت‌فرم پلی‌استیشن منتشر شده‌است.